# スティックパソコン
スティックパソコン（スティックPC、スティック型PC）とはUSBメモリを一回り大きくした程度の大きさの超小型パソコン。

## 概要

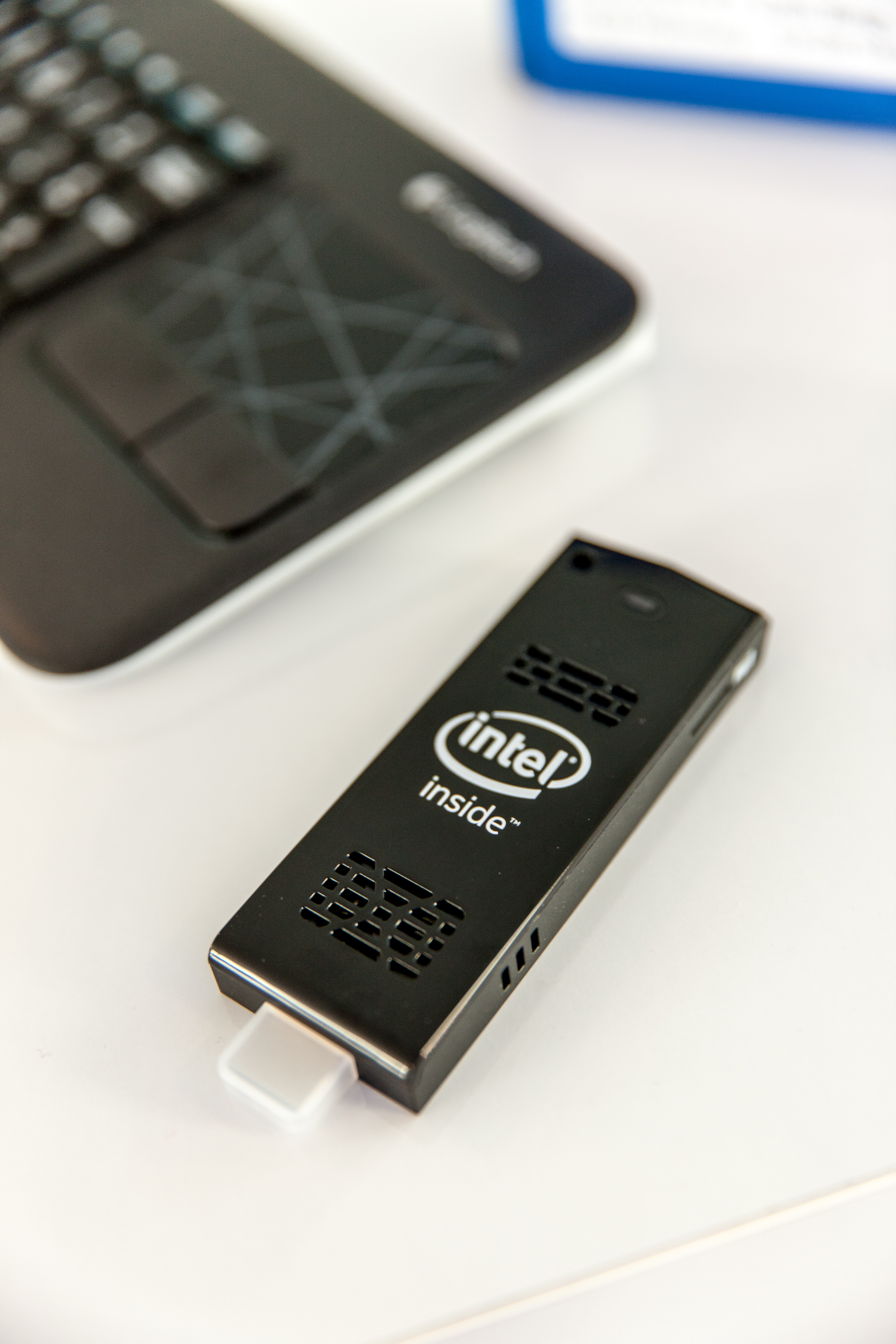
スティック型パソコン (インテル Compute Stick)

HDMI端子を備えており直接ディスプレイにつなげて使用する。タブレットで使われているような省電力CPU、メモリ、小型のストレージ（eMMC）を搭載したものが多い。キーボードとマウスなどは外付け。本体はとても小さいため持ち運びがしやすい。また、省スペース省電力のため、店頭ディスプレイに宣伝映像を流すための端末として使用されることもある。バッテリーは内蔵しないが、省電力のものが多く、モバイルバッテリーの給電でも動作する場合がある。
冷却用のファンはついているモデルとついていないモデルが存在する。双方メリットとデメリットがあり、ファンがなければ理論上駆動音は全くしないため静かだが、排熱処理がうまくいかないため重い処理をするとCPUのクロックダウンが発生する。ファンがついていると排熱には有利だが動作音がしてしまう。負荷環境でも安定して性能を発揮させたいという用途にはファン付きモデルが向く。

## 歴史
スティックPCは、2003年に登場した。同年、ARMアーキテクチャをSoCとし、Linuxカーネル2.6を使用したThe Gumstixが登場した。このスティックPCには、Windows CEもインストールすることができた。これは、平均的なチューイングガムのスティックと同じ程度のサイズのPCを作るというアイディアに基づいていた。
いくつかのARMアーキテクチャのSoCを用いるスティックPCは、2012年ごろに導入され、HDMIポートに挿すことができるスティックの形をしている。これには、RikomagicのAndroid Mini Pc MK802シリーズや、その他Android、Linuxディストリビューションを用い、AllwinnerやRockchipのSoCを用いるものがある。Cotton Candyは、Samsung Exynos SoCを用いている。
2013年から2014年には、いくつかの製造者が新たにスティックPCの製造を始めた。MeeGoPadは、Intel Atom Z3735Fプロセッサを用いた最初のx86ベースのスティックPCをリリースした。
2013年4月には、TronsmartがRockchip RK3188（クアッドコアのCortex-A9とARM Mali-400MP GPUを使う）を用いたMK908をリリースした。同年7月24日には、Googleが、Google Chromecastを発売した。これは、スティックPCに似た機能とデザインを持つデバイスである。
2014年11月、Amazonは、より小さなバージョンのFire TV、Fire TV Stickを発売している。
2015年3月、ASUSとGoogleはChromebitを導入した。これは、Rockchip RK3288 SoCをベースにしたもので、GoogleのChrome OSが動作する。
2016年1月、インテルはIntel Compute Stickを発売した。
2016年5月、 アスクはZOTAC製スティックPCを発表し、有線LANに対応した。

## 主な仕様
2022年に発売されたスティックPCの主な仕様
- プロセッサー: Intel Celeron J4125（4コア4スレッド、2.00Ghz〜2.70Ghz）
- メモリ: 8GB（DDR4）
- ストレージ: 128GB eMMC
- 通信機能: IEEE 802.11a/b/g/n/ac、Bluetooth 4.0
- インターフェース: HDMI 2.0×1、USB 2.0×1、USB 3.0x3、給電DCポートx1
- カードスロット: microSDXC×1
- OS: Windows 11 Pro 64bit
- 消費電力: 10W〜20W

## 参入メーカー
- マウスコンピューター
- サードウェーブデジノス（ドスパラ）
- インテル
- レノボ
- ZOTAC
- ASUS
- SKYNEW (小型PC専門店)

など
日本では、2014年12月にマウスコンピューターが最初のWindows搭載スティックPCである「m-Stick MS-NH1」を発売した。